# Cupela
Cupela (em francês: Koupéla) é uma cidade burquinense, capital da província de Kouritenga. Em 2012, sua população era estimada em 22 761 habitantes.